# Best in the World (2011)
Pour les articles homonymes, voir Best in the World.
Best in the World (2011) est un pay-per-view de catch produit par la Ring of Honor (ROH), qui était disponible uniquement en ligne. Le PPV se déroula le 26 juin 2011 au Hammerstein Ballroom à Manhattan, dans l'état de New York. C'était le 2e Best in the World de l'histoire de la ROH.

## Contexte
Les spectacles de la Ring of Honor en paiement à la séance sont constitués de matchs aux résultats prédéterminés par les scénaristes de la ROH. Ces rencontres sont justifiées par des storylines - une rivalité avec un catcheur, la plupart du temps - ou par des qualifications survenues au cours de shows précédant l'évènement. Tous les catcheurs possèdent un gimmick, c'est-à-dire qu'ils incarnent un personnage face (gentil) ou heel (méchant), qui évolue au fil des rencontres. Un pay-per-view comme Best in the World est donc un événement tournant pour les différentes storylines en cours.

## Matchs
| #                                                                | Matchs | Stipulation                                                                  | Durée |
| ---------------------------------------------------------------- | --- | ---------------------------------------------------------------------------- | ----- |
| Dark                                                             | The Young Bucks (Nick Jackson & Matt Jackson) battent Future Shock (Adam Cole & Kyle O'Reilly) par DQ | Tag Team match                                                               | 07:13 |
| 1                                                                | Tommaso Ciampa (avec Prince Nana et Ernesto Osiris) bat Colt Cabana | Match simple                                                                 | 06:59 |
| 2                                                                | Jay Lethal bat Mike Bennett (avec Bob Evans) | Match simple                                                                 | 09:43 |
| 3                                                                | Homicide bat Rhino (avec Prince Nana et Ernesto Osiris) | No Holds Barred match                                                        | 10:16 |
| 4                                                                | Michael Elgin bat Steve Corino (avec Jimmy Jacobs) | Match simple                                                                 | 08:29 |
| 5                                                                | El Generico bat Christopher Daniels (c) | Match simple pour le ROH World Television Championship                       | 19:30 |
| 6                                                                | The World's Greatest Tag Team (Charlie Haas & Shelton Benjamin) (c) battent Briscoe Brothers (Jay Briscoe & Mark Briscoe), The All-Night Express (Rhett Titus & Kenny King) et Kings of Wrestling (Chris Hero & Claudio Castagnoli) (avec Shane Hagadorn) | Four Corners Survival Tag Team match pour le ROH World Tag Team Championship | 40:09 |
| 7                                                                | Davey Richards bat Eddie Edwards (c) | Match simple pour le ROH World Championship                                  | 36:01 |
| (c) désigne le(s) champion(s) défendant son titre dans le match. | |                                                                              |       |

## Records
Ce pay-per-view est un des plus grands succès de l'histoire de la ROH. Environ 2 500 personnes assistaient au spectacle et plus de 2100 personnes visionnaient le show via internet en pay-per-view.